# Новгородская областная универсальная научная библиотека
Новгоро́дская областна́я универса́льная нау́чная библиоте́ка — центральная и самая крупная библиотека Новгородской области. Расположена в Великом Новгороде.

## История
Библиотека была основана 13 (1) декабря 1833 года, в соответствии с предписанием министра внутренних дел об открытии губернских публичных библиотек.
- 1860-е годы — была передана в ведение Губернского комитета.
- Март 1909 года — публичная библиотека на протяжении года не обслуживала читателей: шёл ремонт. В этом же году Губернский статистический комитет вводит плату за пользование книгами на дому.
- После Октябрьской социалистической революции Публичная библиотека была закрыта, а весной 1918 года передана в ведение Губернского отдела народного образования и преобразована в центральную губернскую библиотеку.
- В годы Великой Отечественной войны почти все книги были утеряны, а после её окончания фонды начали пополняться за счёт Новгородского и Ленинградского библиотечных коллекторов, а также книжных магазинов.
- 1950 год — были сформированы систематический, алфавитный и топографический каталоги, а в 1983 году библиотека получила своё официальное название — «Новгородская областная универсальная научная библиотека». В 1984 году удостоена ордена «Знак Почёта».
- В 1994 году в библиотеке началось создание электронного каталога. С 1995 года — вступила в Российскую Библиотечную Ассоциацию.
- 14 декабря 2018 года в Новгородской областной универсальной научной библиотеке открылся Региональный центр доступа к информационным ресурсам Президентской библиотеки им. Б. Ельцина.

## Здание библиотеки
В настоящее время библиотека располагается в здании Присутственных мест, которое входит в архитектурный комплекс Новгородского Кремля. Здание было построено в 1786 году по проекту губернского архитектора В. С. Поливанова. Здесь с 1841 по 1842 год работал Александр Иванович Герцен — писатель, философ, революционер-демократ, который за «распространение необоснованных слухов» был сослан в Новгород.

## Фонды

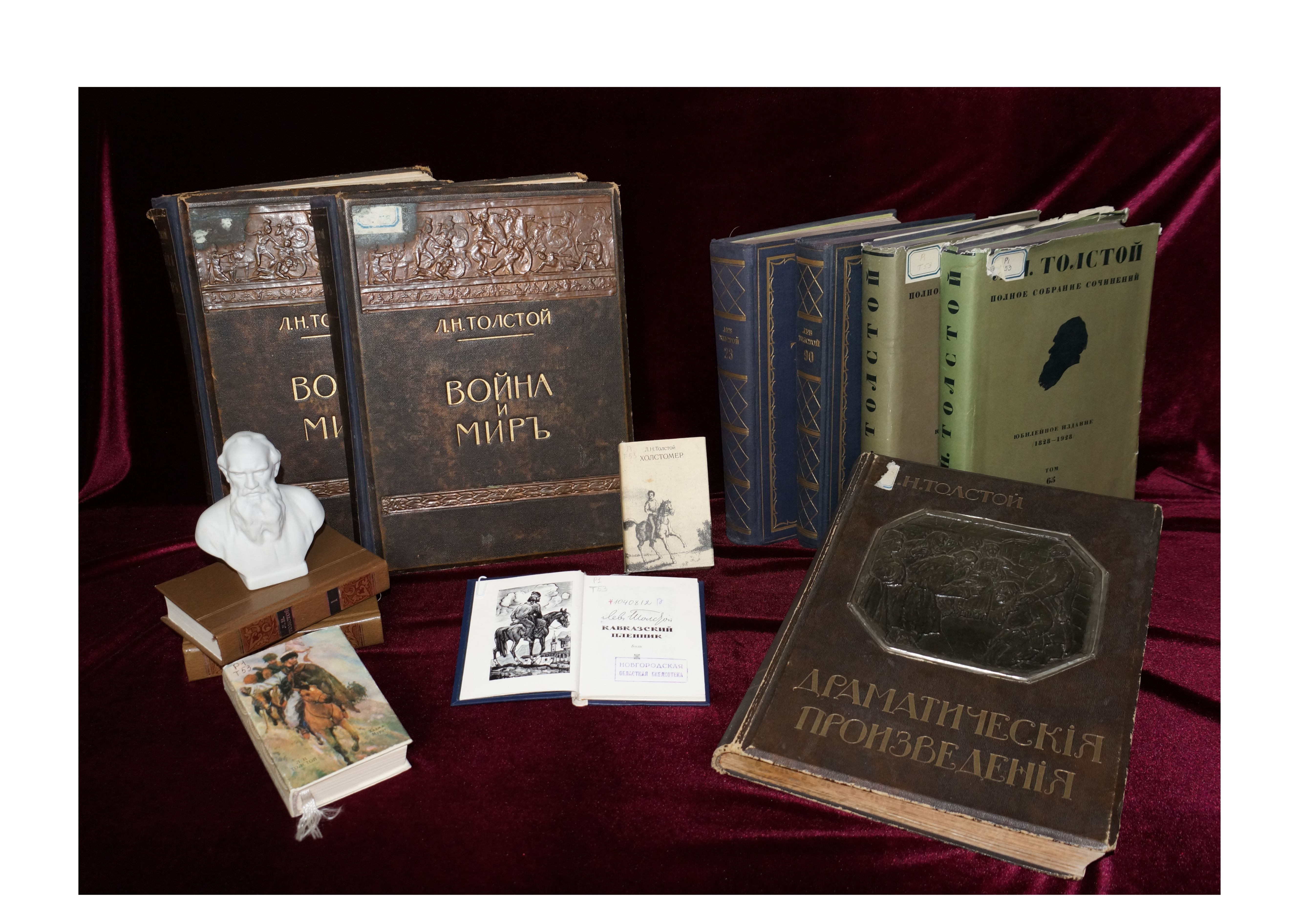
книги НОУНБ

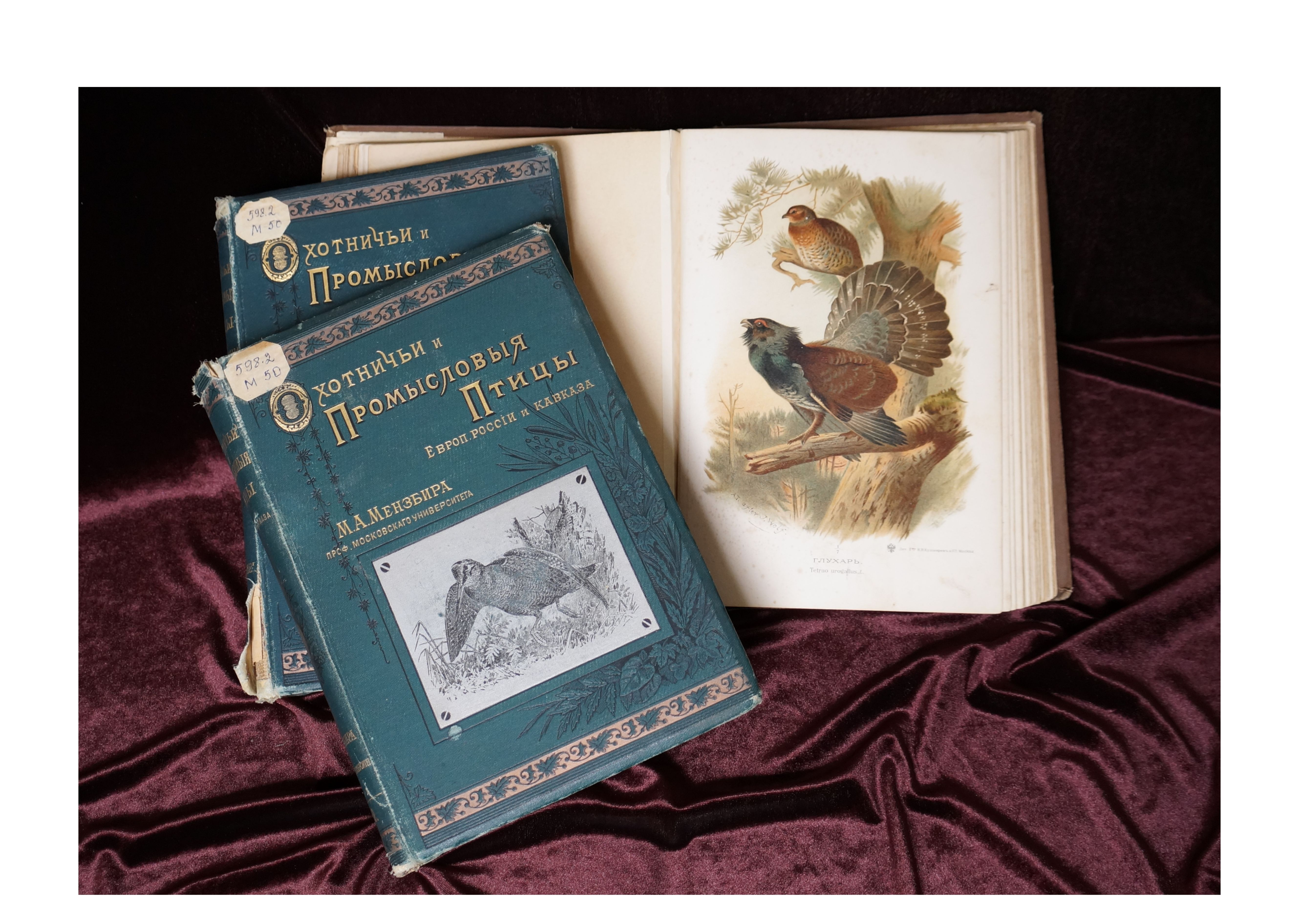
Книги НОУНБ

Библиотека обладает наиболее полным на территории региона универсальным книжным фондом (686 тыс. экз.).
Фонд составляют книги, периодические издания, ноты, аудиовизуальные, электронные издания.
Библиотека является держателем фонда ценных в научном и историко-культурном отношении памятников книжной культуры (книжных памятников). Всего в фонде насчитывается 33 единичных книжных памятника.
В библиотеке сформирован и хранится фонд редкой книги: издания XIX — начала XX века, в том числе известных русских издательств А. С. Суворина, братьев Сабашниковых, А. Ф. Маркса и др., а также издательства Брокгауза и Ефрона, включая «Энциклопедический словарь Брокгауза и Ефрона».
Так среди редких книг: два тома из прижизненного издания «Истории государства Российского» Н. М. Карамзина. Есть книги издания XVIII века, например «Сочинения и переводы к пользе и увеселению служащие» (СПб, 1761), «Царственный летописец, содержащий Российскую империю от 1114 до 1472 г.» (СПб, 1772).
Литература на иностранных языках представлена фондом справочных изданий, художественной и отраслевой литературой (преимущественно гуманитарного цикла). В фонде имеется литература на 18 языках. Большая часть литературы специализированного отдела на английском, немецком и французском языках.
Фонд библиотеки по годам:
- В 60-х годах XIX века — 2500 экземпляров
- В марте 1919 года — 41000 экземпляров
- В январе 1946 — 24500 экземпляров
- В 1949 году — 122000 экземпляров
- В 2003 году — 775000 единиц документов
- В 2018 году — 881000 единиц документов